# 瓦爾卡科查湖
9°09′43″S 77°32′38″W / 9.16194°S 77.54389°W
瓦爾卡科查湖（Wallqaqucha），是秘魯的湖泊，位於該國北部安卡什大區，由卡爾瓦斯省的什利亞區負責管轄，處於瓦爾坎山西北面，面積0.16平方公里，海拔高度4,355米。